# Peter Ewart
Peter Ewart (14 mai 1767 - 15 septembre 1842) était un ingénieur britannique qui développa la technologie des turbines et la théorie de la thermodynamique.

## Biographie
Fils d'un ministre de l'Église d'Écosse originaire de Troqueer près de Dumfries, il a dix frères. Son frère Joseph Ewart devient ambassadeur  britannique en Prusse.  John, médecin, devient Chief Inspector of East India Company hospitals en Inde.
Après avoir été diplômé de l'Université d'Édimbourg il est mis en apprentissage en maintenance de moulin auprès de John Rennie. Son travail, sur les moulins à eau l'amène à s'associer avec Matthew Boulton et James Watt pour qui il devient agent dans le nord-ouest de l'Angleterre.
In 1792, frustré par cette immature et peu fiable machinerie il décide de s'établir à son compte dans la filature du coton avec Samuel Oldknow. L'entreprise fait faillite et il trouve un nouveau partenaire Samuel Greg pour lequel il installe une roue à eau innovante. Comme moteur de secours il installe une machine de Watt.
Courant 1811 Ewart abandonne son association avec Greg et se concentre sur sa propre entreprise de confection et sur le travail scientifique. Il devient, aux côtés de John Dalton, vice-président de la Manchester Literary and Philosophical Society et prend une part active sur les controverses concernant la chaleur, le travail et l'énergie. Motivé par un article de John Playfair et encouragé par Dalton, il publie, en 1813, On the measure of moving force dans lequel il défend les idées récentes de conservation de l'énergie défendues par John Smeaton. L'article influencera fortement l'élève de Dalton, James Prescott Joule. Avocat de l'application des sciences en ingénierie, il est l'un des cofondateurs du Manchester Mechanics' Institute.
Ewart prend un engagement avec l'Admiralty en 1835 et meurt des suites d'un accident aux chantiers navals de Woolwich en inspectant une machinerie.

## Sources
- (en) Cet article est partiellement ou en totalité issu de l’article de Wikipédia en anglais intitulé « Peter Ewart » (voir la liste des auteurs).